# Clàvia

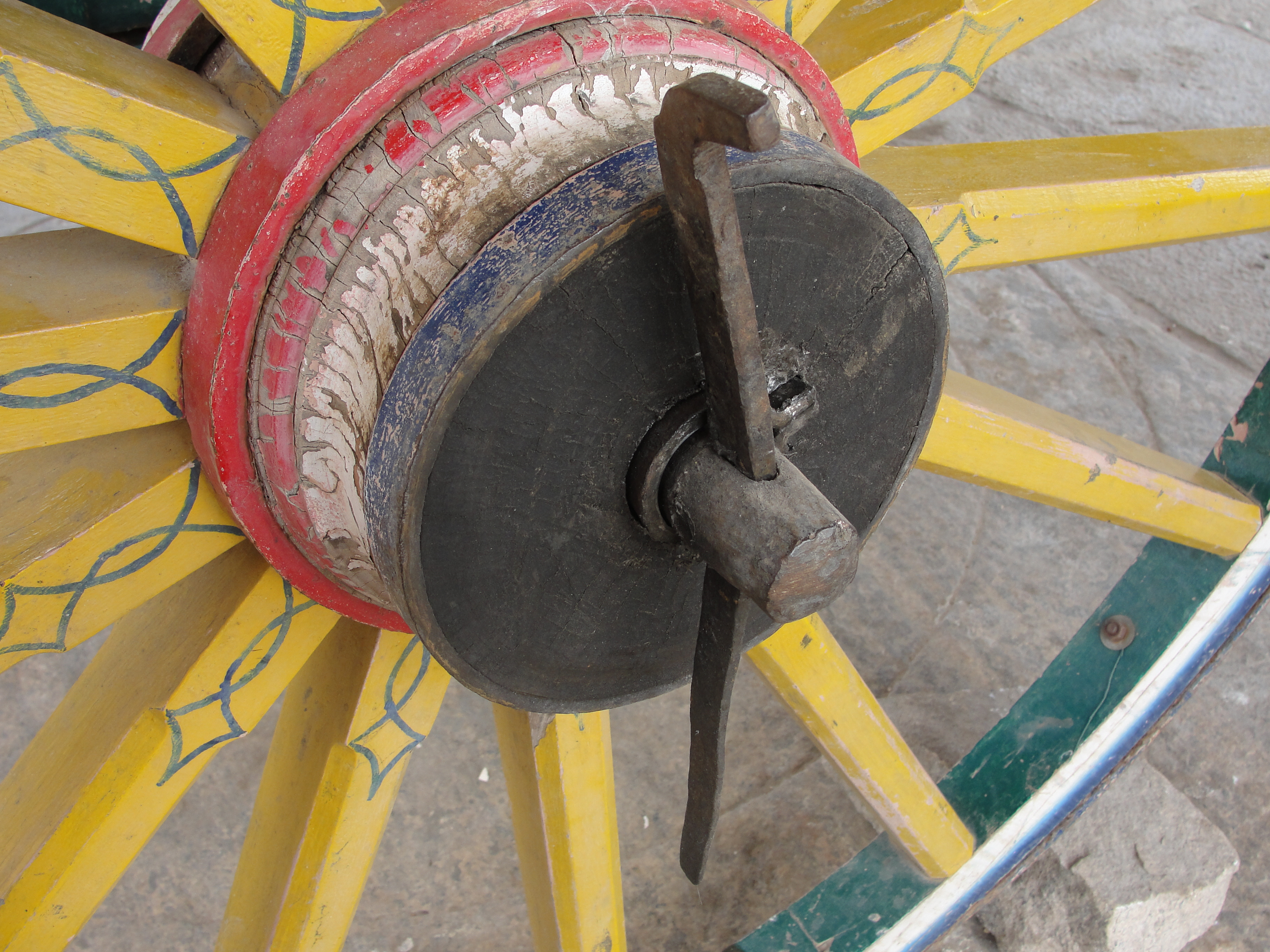
Detall d'una roda de carro. La clàvia inserida a l'eix, impedeix que la roda surti.

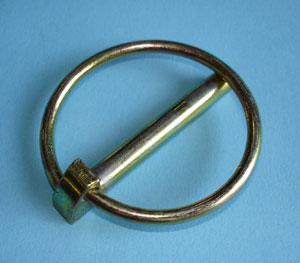
Una clàvia amb un retenidor de ressort integrat

Una clàvia o claveta, clavilla o garrof(et)a, és un tipus de passador o ferret llarguer més ample de dalt que de baix, que es posa dins un forat del cap del fusell de la roda d'un carro perquè la roda no surti de l'eix sobre el qual va muntada. La paraula és atestada a l'Edat Mitjana i deriva del llatí "clavus".

## Altres usos
Hi ha altres exemples d'aplicació d'una clàvia:
- Per exemple per a subjectar una carreta al fusell o també el jou a l'espigó d'una carreta o d'una arada.[1]
- L'expressió "perdre la xaveta" és un castellanisme utilitzat figurativament per a indicar "beure’s o haver-se begut el cervell (o: el seny o l'enteniment), perdre el cap (o: el senderi, el seny, el cambuix, l’oremus, el nord, la tramuntana, la búixola els daus)".[2] "perdre la xaveta per qualcú o quelcom" és perdre el cap o el cul per qualcú o quelcom. Com que la xaveta impedeix que la roda surti en un carruatge, perdre-la implica que aquest es desequilibra, aquesta imatge ha donat lloc al significat figurat.